# Большая Саргая (приток Белой)
Большая Саргая (баш. Оло Һарғая) — река в России, протекает по Башкортостану. Устье реки находится в 1269 км по левому берегу реки Белая. Длина реки составляет 10 км. Количество притоков протяжённостью менее 10 км — 6, их общая длина составляет 19 км.

## Данные водного реестра
По данным государственного водного реестра России относится к Камскому бассейновому округу, водохозяйственный участок реки — Белая от водомерного поста Арский Камень до Юмагузинского гидроузла, речной подбассейн реки — Белая. Речной бассейн реки — Кама.
Код объекта в государственном водном реестре — 10010200212111100017027.